# Mazel tov

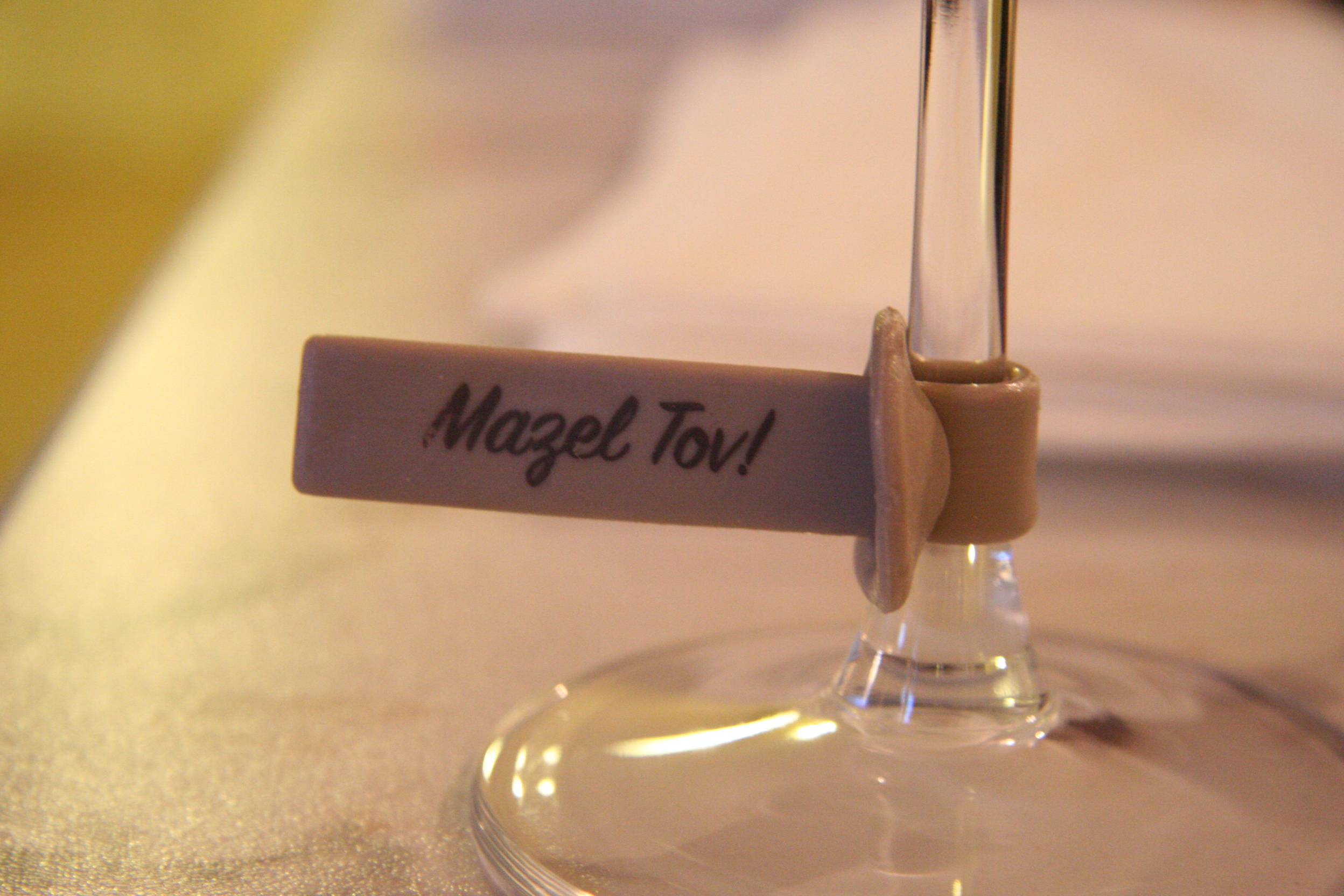
La scritta Mazel tov! su un bicchiere di vino

Mazal tov o Mazel tov (in ebraico מזל טוב‎?, mazál tov, in yiddish מזל טוב‎?, mázl tov) significa letteralmente "buona fortuna" in ebraico. Il termine è stato incorporato in lingua yiddish, dove è spesso usato per esprimere congratulazioni.
L'espressione deriva dall'ebraico mishnaico mazzāl, che significa "costellazione" o "destino". A sua volta questo termine pare derivare dall'accadico manzaltu, mazzaztum, "posizione di una stella", da izuzzu, ovvero "stare" con l'aggiunta di tôḇ, che significa "buono", una traduzione diretta potrebbe essere "buona sorte" o "buon destino".
La formula Mazal tov come altre della tradizione ebraica è utilizzata spesso durante le celebrazioni, come ad esempio nei Bar mitzvah.